# 1994 en Alberta
Chronologie de l'Alberta
- 1990
- 1991
- 1992
- 1993
- 1994
- 1995
- 1996
- 1997
- 1998

Cette page concerne des événements qui se sont produits durant l'année 1994 dans la province canadienne de l'Alberta.

## Politique
- Premier ministre :  Ralph Klein du parti Progressiste-conservateur
- Chef de l'Opposition : Laurence Decore  puis Grant Mitchell
- Lieutenant-gouverneur : Gordon Towers (en)
- Législature :

## Événements
- Création du Conseil scolaire Centre-Nord.
- 12 novembre : Grant Mitchell devient chef de l'opposition officielle.

## Naissances
- 6 janvier : Brett Kulak (né à Stony Plain), joueur professionnel canadien de hockey sur glace. Il joue au poste de défenseur[1].

- 17 mars : Elisabeth Vathje, née à Calgary, skeletoneuse canadienne. Elle débute en Coupe du monde en décembre 2014 à Lake Placid où elle termine deuxième derrière Elizabeth Yarnold, avant de remporter quelques jours plus tard à Calgary sa première course à ce niveau[2].

- 17 avril : Alanna Goldie, née  à Calgary, fleurettiste canadienne.

- 25 mai : Matthew Benning (né à Saint Albert), joueur professionnel canadien de hockey sur glace. Il joue au poste de défenseur[3].

- 20 juin : Sage Watson (née à Medicine Hat), athlète canadienne, spécialiste du 400 mètres haies.

- 13 juillet : Akina Shirt (née à Edmonton), chanteuse connue pour ses performances en langue Cri.
- 25 juillet : Mathew Dumba (né à Calgary, d'une mère philippine et d'un père d'origine roumaine[4]) est un joueur professionnel canadien de hockey sur glace[5]. Il joue au poste de défenseur[6].
- 27 juillet : Carson Soucy (né à Viking), joueur professionnel canadien de hockey sur glace. Il joue au poste de défenseur[7].

- 13 octobre : Hunter Shinkaruk (né à Calgary), joueur professionnel canadien de hockey sur glace.

- 5 décembre : Tyler Lewington (né à Sherwood Park), joueur professionnel canadien de hockey sur glace. Il joue au poste de défenseur[8].
- 22 décembre : Alana Ramsay, skieuse handisport canadienne, née à Calgary.